# Морарь, Андрей Викторович
Андрей Викторович Морарь (04.10.1900, с. Екимоуцы, ныне Резинский район Молдавии — 25.11.1959, там же) — звеньевой колхоза имени Котовского Резинского района Молдавской ССР, Герой Социалистического Труда (09.06.1950).
Работал в крестьянском хозяйстве родителей, затем в собственном хозяйстве. Весной 1947 года вступил в товарищество, осенью того же года преобразованное в колхоз имени Г. И. Котовского (позже после укрупнения назывался колхозом имени Калинина и имени Ленина).
В 1948—1952 звеньевой табаководческого звена. В 1952—1955 годах бригадир табаководческой бригады. Его звено и бригада стабильно получали высокие урожаи табачного листа (более 20 ц/га) хорошего качества.
Герой Социалистического Труда (09.06.1950).
Депутат Верховного Совета Молдавской ССР 4-го созыва. Награждён орденом Ленина.